# رينولد وايس
رينولد وايس (بالألمانية: Reinhold Weiss)‏ هو مصمم ألماني، ولد في 10 مايو 1934 في شتوتغارت في ألمانيا.